# M712 Copperhead
M712 Copperhead är en precisionsstyrd artillerigranat i kaliber 155 mm som började tillverkas i USA under 1970-talet. Det var det första precisionsstyrda vapen som kunde avfyras av artilleri.

## Utveckling
I början av 1970-talet började USA att överge tanken på att ett nytt storkrig i Europa nödvändigtvis behövde utkämpas med kärnvapen. Man började därför utveckla flera olika konventionella vapen för att möta ett sovjetiskt pansaranfall, bland annat pansarvärnsroboten TOW och stridsvagnen M1 Abrams. Även flera vapen utvecklades för att med indirekt eld kunna bekämpa pansar, bland dem M712 Copperhead.
Eftersom granaten utnyttjar sig av laserstyrning behöver en eldledare se och belysa målet med laser för att granaten ska träffa. Vid klart väder kan granaten då upptäcka målet redan på 3 000 meters avstånd, men vid låga moln och dålig sikt upptäcker granaten målet för sent och hinner inte styra in mot det. För att motverka det så försågs granaten med utfällbara fenor som gör att den kan glidflyga sista sträckan mot målet. Hastigheten vid glidflygning blir lägre och gör att granaten hinner styra in mot ett mål på kortare avstånd än vid ballistisk bana.
Systemet fungerade men visade sig vara både dyrare och ha sämre tillförlitlighet mot rörliga mål än laserstyrda bomber. Klustergranater liknande den svenska BONUS visade sig också ha större effektivitet mot pansarförband eftersom de kunde sättas in snabbare och dessutom var ett yttäckande vapen i stället för ett precisionsvapen.

## Användning
Under Kuwaitkriget avfyrades runt 90 stycken Copperhead-granater mot olika nyckelmål, framför allt mot luftvärnsbandvagnar för att breda väg för flygunderstöd. Metoden att avlossa två granater mot samma mål gjorde att tillförlitligheten trots allt blev relativt hög. Även under Irakkriget användes Copperhead-granater.
| En M712 Copperhead precis före och efter träff. |  | En M712 Copperhead precis före och efter träff. |
| En M712 Copperhead precis före och efter träff. |  |                                                 |